# Svinasjön, Uppland
Svinasjön är en sjö i Heby kommun i Uppland och ingår i Tämnaråns huvudavrinningsområde. Sjön har en area på 0,253 kvadratkilometer och ligger 71 meter över havet. Svinasjön ligger i Sjömossen-Svinasjöns naturreservat. Svinasjön får påfyllning via ett mindre vattendrag som avvattnar Stalbosjön.

## Delavrinningsområde
Svinasjön ingår i det delavrinningsområde (666433-157723) som SMHI kallar för Mynnar i Tämnarån. Medelhöjden är 67 meter över havet och ytan är 31,44 kvadratkilometer. Det finns inga avrinningsområden uppströms utan avrinningsområdet är högsta punkten. Svinabäcken som avvattnar avrinningsområdet har biflödesordning 2, vilket innebär att vattnet flödar genom totalt 2 vattendrag (Harboån, Tämnarån) innan det når havet efter 68 kilometer. Avrinningsområdet består mestadels av skog (76 procent) och jordbruk (12 procent). Avrinningsområdet har 0,53 kvadratkilometer vattenytor vilket ger det en sjöprocent på 1,7 procent. Bebyggelsen i området täcker en yta av 0,33 kvadratkilometer eller 1 procent av avrinningsområdet.

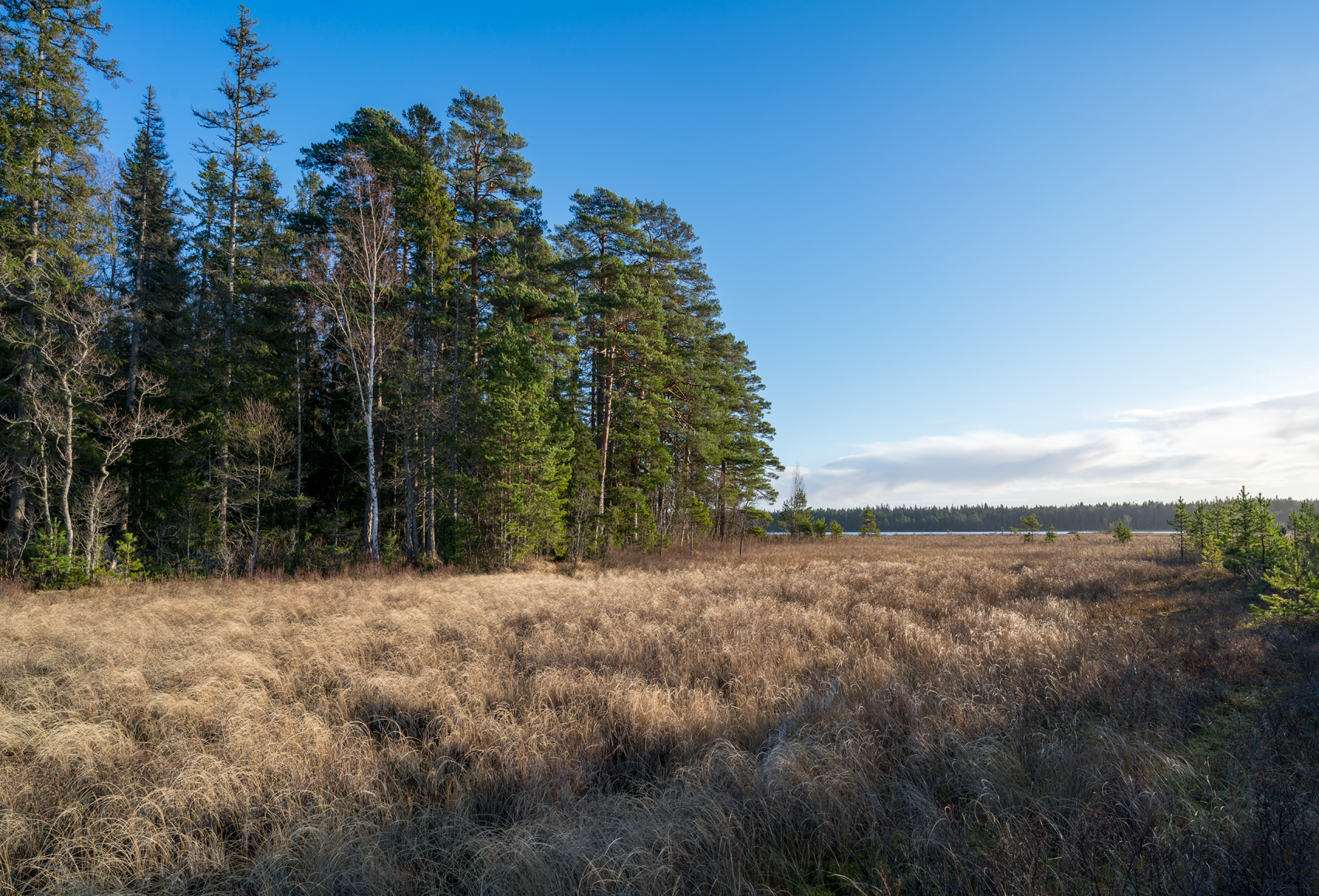
Tillflödet kommer från Stalbosjön.
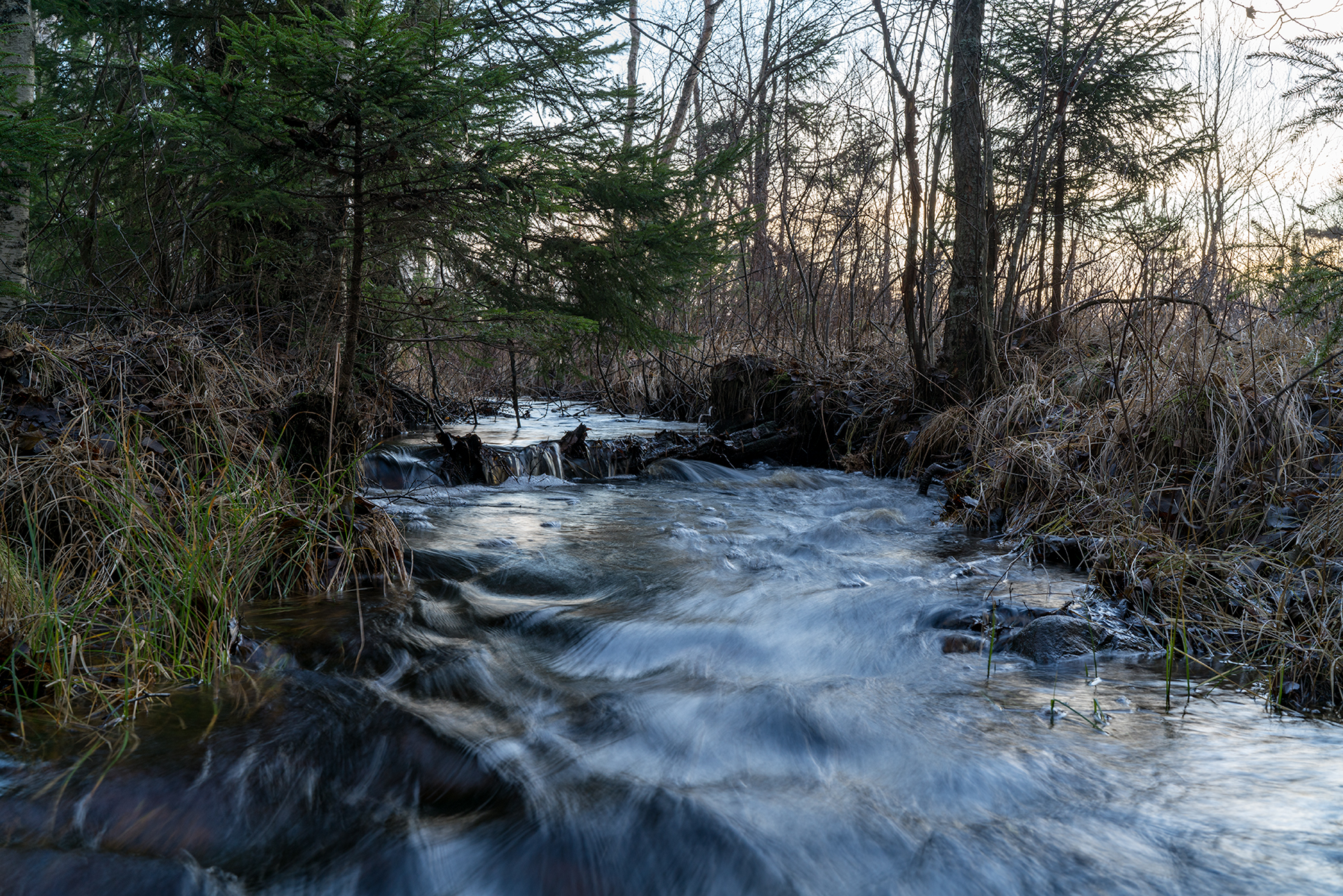
Svinabäcken är Svinasjöns utlopp.